# William G. Stahlnecker
William Griggs Stahlnecker (* 20. Juni 1849 in Auburn, New York; † 26. März 1902 in Yonkers, New York) war ein US-amerikanischer Jurist und Politiker. Zwischen 1885 und 1893 vertrat er den Bundesstaat New York im US-Repräsentantenhaus.

## Werdegang
William Griggs Stahlnecker wurde ungefähr 16 Monate nach dem Ende des Mexikanisch-Amerikanischen Krieges in Auburn geboren. Die Familie Stahlnecker zog dann in die damals noch eigenständige Stadt Brooklyn und später nach New York City. William verfolgte eine akademische Laufbahn und besuchte die New York University in New York City. Er studierte Jura, bekam seine Zulassung als Anwalt und begann dann zu praktizieren. Daneben ging er auch kaufmännischen Geschäften nach. Er war Mitglied in der New York Produce Exchange. 1880 zog er nach Yonkers. Zwischen 1884 und 1886 war er Bürgermeister von Yonkers. Er nahm im Juni 1884 als Delegierter an der Democratic State Convention in Saratoga teil und im selben Jahr an der Democratic National Convention.
Bei den Kongresswahlen des Jahres 1884 wurde er als Demokrat im 14. Wahlbezirk von New York in das US-Repräsentantenhaus in Washington, D.C. gewählt, wo er am 4. März 1885 die Nachfolge von Lewis Beach antrat. Er wurde drei Mal in Folge wiedergewählt und schied dann nach dem 3. März 1893 aus dem Kongress aus.
Danach war er wieder als Anwalt tätig. Er verstarb am 26. März 1902 in Yonkers und wurde dann auf dem Sleepy Hollow Cemetery in Tarrytown beigesetzt.